# Sanchey
Sanchey ist eine französische Gemeinde mit 953 Einwohnern (1. Januar 2022) im Département Vosges in der Region Grand Est (bis 2015 Lothringen). Sie gehört zum Arrondissement Épinal und zum Kommunalverband Agglomération d’Épinal.

## Geografie

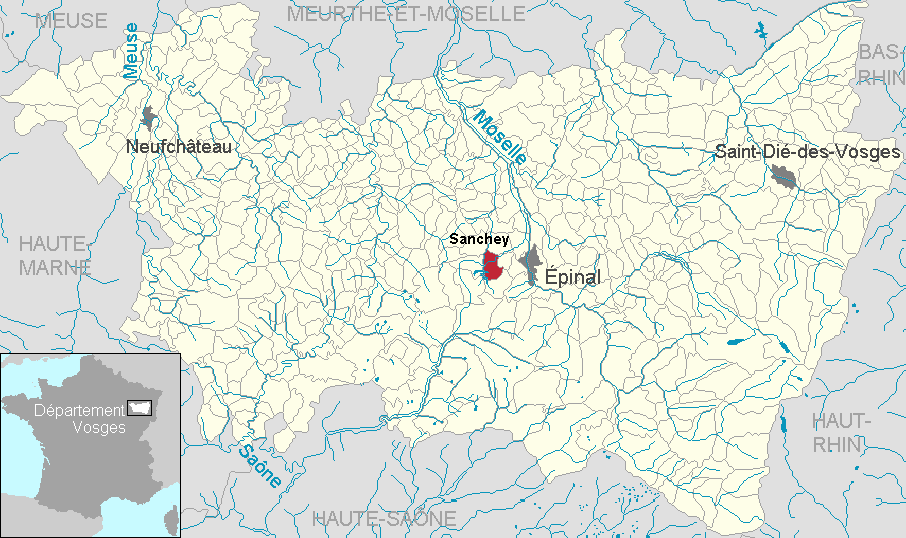
Lage der Gemeinde Sanchey im Département Vosges

Die Gemeinde Sanchey liegt sieben Kilometer westlich von Épinal. Das fünfeinhalb Quadratkilometer große Gemeindegebiet von Sanchey umfasst einen Talabschnitt des Mosel-Nebenflusses Avière einschließlich des Ostteils des Stausees von Bouzey. Im Südwesten steigt das Gelände an und erreicht an der Grenze zur Gemeinde Renauvoid 461 Meter über dem Meer. Durch das Gebiet der Gemeinde verläuft der Canal des Vosges in Scheitelhaltung auf etwa 350 Metern Meereshöhe. Der Südosten der Gemeindefläche ist Teil des Waldgebietes Forêt de Ban d’Uxegney. Die landwirtschaftlichen Nutzflächen beschränken sich auf knapp 100 Hektar. Das Siedlungsgebiet der Gemeinde ist weitläufig und von Einfamilienhäusern geprägt. Es gibt keinen sichtbaren alten Ortskern und keine Kirche. Die auf dem Gemeindegebiet bestehenden alten Weiler, zu denen auch der Ortsteil Bouzey gehört, sind durch anhaltenden Zuzug aus dem Raum Épinal zusammengewachsen. Dabei hat sich eine Siedlungsachse in West-Ost-Richtung herausgebildet, die entlang des Nordufers des Stausees von Bouzey bis in die Nachbargemeinde Chaumousey reicht. Zu den begehrten Wohnlagen zählen auch das Nordostufer des Stausees – heute ein Naherholungszentrum – sowie beide Ufer des Canal des Vosges. Nachbargemeinden von Sanchey sind Darnieulles und Uxegney im Norden, Les Forges im Osten, Renauvoid im Süden sowie Chaumousey im Westen.

## Geschichte

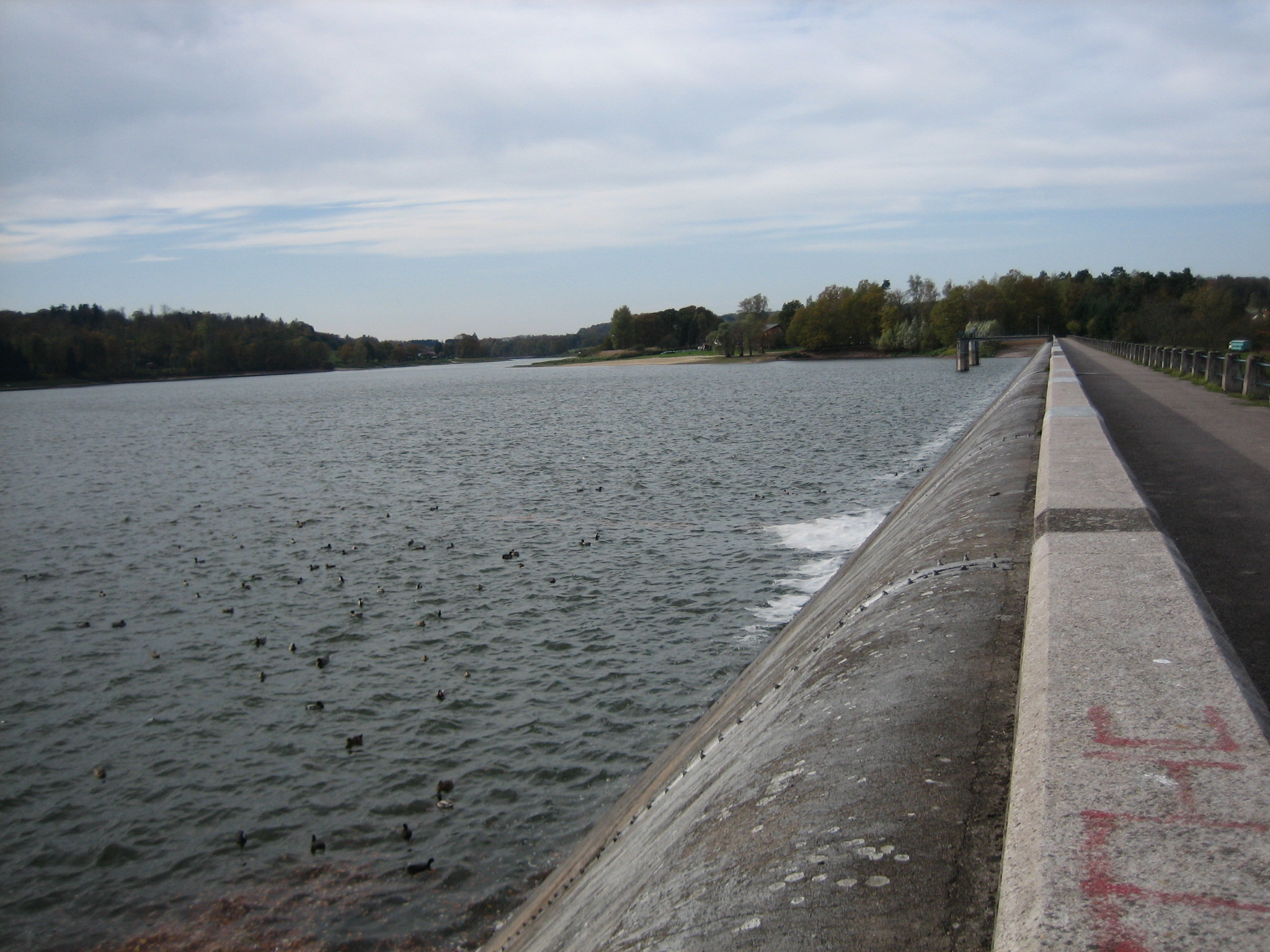
Mauer des Stausees von Bouzey

Ein markantes Datum in der Geschichte der Gemeinde Sanchey ist der 27. April 1895. An diesem Tag brach die Staumauer des Reservoirs von Bouzey, der nach einem Hochwasser mit ca. 8 Millionen Kubikmetern gefüllt war. Die Wasser- und Schlammlawine verwüstete alles auf ihrem Weg abwärts der Avière bis zur Mündung in die Mosel. Besonders betroffen waren die tiefer liegenden Teile der Gemeinden Chaumousey und Sanchey direkt unterhalb der Staumauer. Die Katastrophe forderte 86 Todesopfer. Im Jahr 1900 wurde der Staudamm erneuert, zunächst mit einer 15 Meter hohen Krone. Zwischen 1930 und 1939 wurde erneut saniert, die nun 17 Meter hohe Staumauer besteht bis heute.

### Fort Férinot
Das Fort Férinot, auch Batterie de Sanchey genannt, liegt 380 Meter über dem Meer auf einem baumbestandenen Hügel im Osten der Gemeinde Sanchey. Die Befestigungsanlage sollte die Verteidigung der Straße von Épinal nach Darney sichern. Der Bau des Forts begann 1881, es wurde in den Jahren bis 1917 ständig erweitert und ausgebaut. Die Besatzung bestand aus bis zu 200 Mann. Das Fort, das die Weltkriege ohne Schäden überstand ist in einem relativ guten Zustand und gehört heute der Gemeinde.

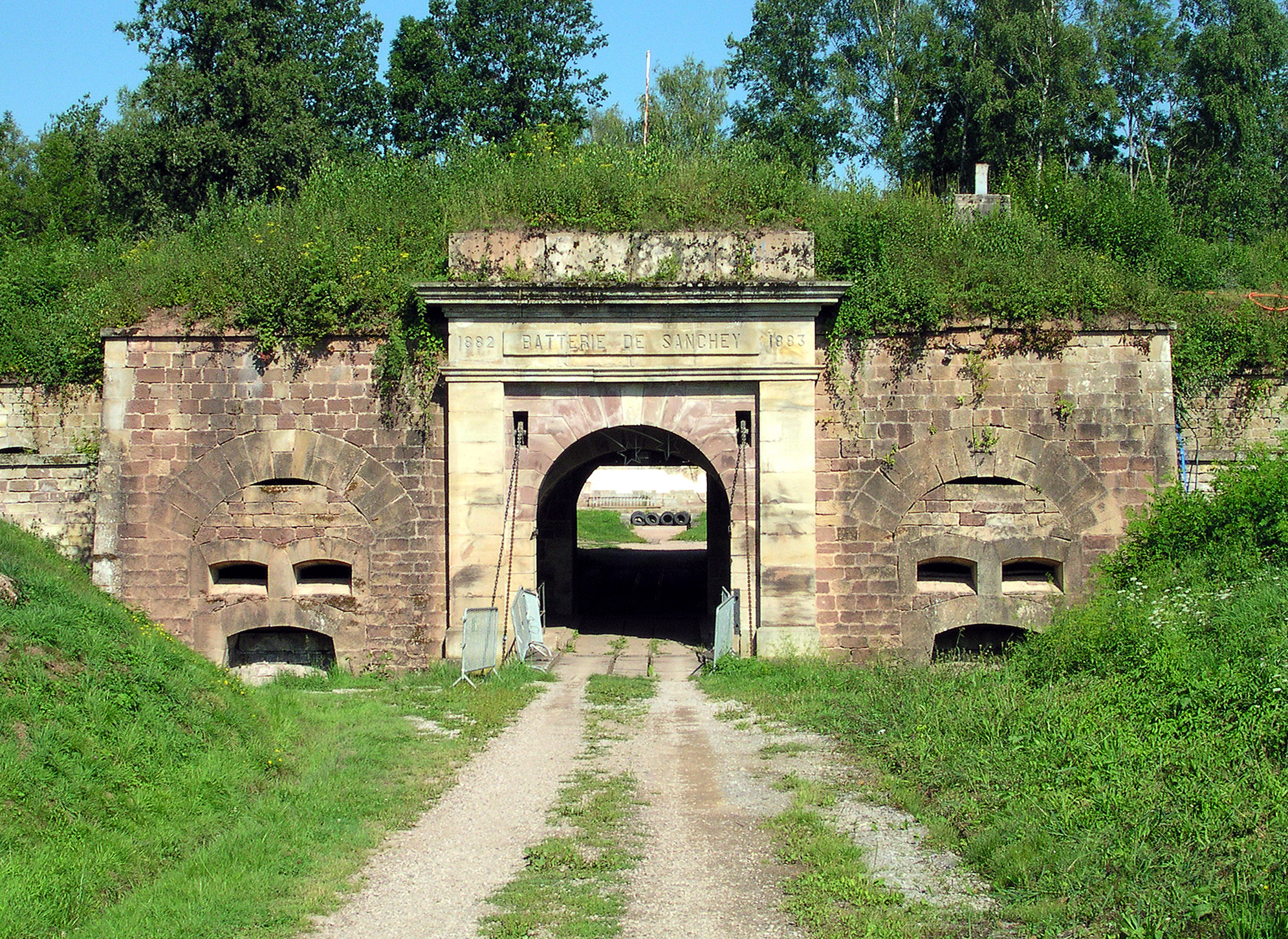
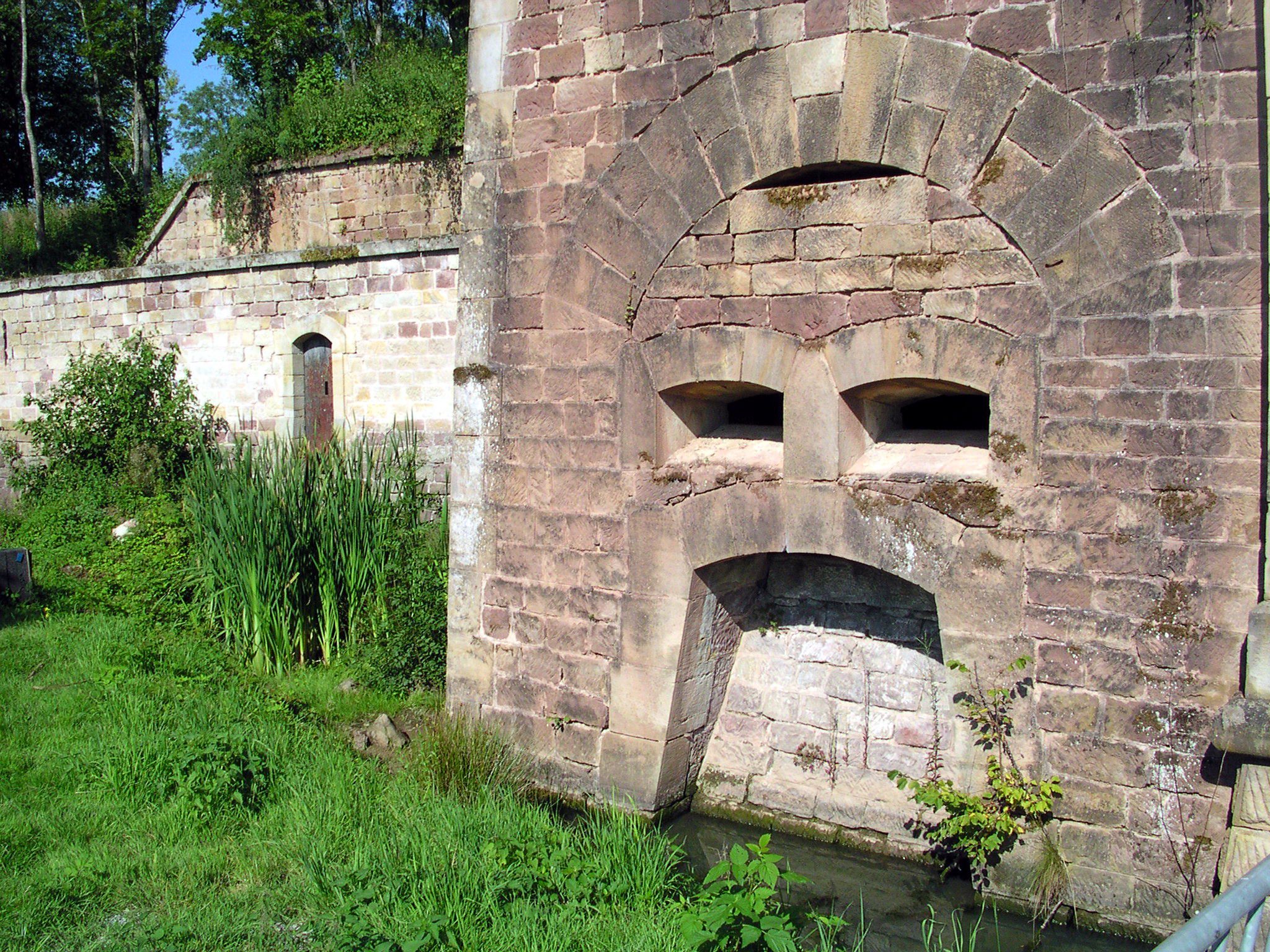

### Bevölkerungsentwicklung
| Jahr      | 1962 | 1968 | 1975 | 1982 | 1990 | 1999 | 2006 | 2013 | 2022 |
| Einwohner | 170  | 188  | 262  | 502  | 668  | 692  | 765  | 908  | 953  |

Durch die Lage am Stausee von Bouzey, dem größten Flächengewässer im Département Vosges und die Nähe zur Präfektur Épinal hat sich die Einwohnerzahl der Gemeinde seit den 1960er Jahren mehr als verfünffacht. In den Jahren 1800 und 1921 wurden mit jeweils 144 Bewohnern die bisher geringsten Einwohnerzahlen ermittelt. Die Zahlen basieren auf den Daten von cassini.ehess und INSEE.

## Sehenswürdigkeiten
- Stausee von Bouzey
- Fort Férinot

## Wirtschaft und Infrastruktur
In der Gemeinde gibt es kleine Handels- und Dienstleistungsunternehmen, unter anderem in den Bereichen Klempnerei, Fliesen- und Parkettböden, Sanitär/Heizung sowie Kanalreinigung. Eine große Bedeutung hat der Tourismus am Stausee Bouzey. Neben Ferienhäusern und Pensionen gibt es auch einen Campingplatz. Sanchey ist seit Ende der 1960er Jahre hauptsächlich Wohnort für viele Beschäftigte der Industrieunternehmen an der Mosel (Épinal, Golbey, Thaon-les-Vosges) geworden. In der Gemeinde sind darüber hinaus vier Landwirtschaftsbetriebe ansässig (u. a. Getreideanbau und Geflügelzucht).
Durch Sanchey führt die Fernstraße D 460 von Épinal nach Darney. Auch in die Nachbargemeinden Renauvoid, Les Forges und Uxegney bestehen direkte Straßenverbindungen.

## Belege
1. ↑  Bouzey-Katastrophe, kurzer Abriss (Seite nicht mehr abrufbar, festgestellt im Mai 2019. Suche in Webarchiven)  Info: Der Link wurde automatisch als defekt markiert. Bitte prüfe den Link gemäß Anleitung und entferne dann diesen Hinweis. (französisch)
2. ↑  www.fortiffsere.fr/epinalgauche (französisch)
3. ↑  Sanchey auf cassini.ehess
4. ↑  Sanchey auf INSEE
5. ↑  Landwirtschaftsbetriebe auf annuaire-mairie.fr (französisch)